# Эзе, Чидера
Чидера Эзе (англ. Chidera Ezeh; род. 2 октября 1997, Лагос, Лагос) — нигерийский футболист, нападающий клуба «Ольяненсе». Чемпион мира в возрастной категории до 17 лет.

## Клубная карьера
Чидера является воспитанником нигерийской футбольной школы «Ривер Лэйн Академи». В 2014 году перспективный нападающий подписал контракт с португальским клубом «Порту».

## Карьера в сборной
В 2013 году молодой игрок принял участие на юношеском чемпионате мира по футболу. На турнире он провёл шесть матчей, а его сборная добилась звания чемпиона мира. Чидера был игроком ротации состава, обычно выходил на замену. На турнире он забил один гол и отдал три голевые передачи.

## Достижения
- Чемпион мира (до 17): 2013